# Mierzeja Wiślana
Mierzeja Wiślana (313.53) – piaszczysty wał na południowo-wschodnim brzegu Zatoki Gdańskiej, rozciągający się od Gdańska na zachodzie po Lochstedt za Piławą w Federacji Rosyjskiej na północnym wschodzie. Oddziela Zalew Wiślany i Żuławy Wiślane od otwartych wód Zatoki. Mierzeja podzielona jest między terytorium Polski i Federacji Rosyjskiej (część wschodnia).
Mierzeja (oprócz niewielkiej części zachodniej) jest słabo zurbanizowana i praktycznie niezindustrializowana.
Niegdysiejsze wioski rybackie w polskiej części są miejscowościami wypoczynkowymi.

## Nazwa
Nazwę „Mierzeja Wiślana” wprowadzono urzędowo w 1950 roku, zastępując poprzednią niemiecką nazwę mierzei – Frische Nehrung. Wcześniej polską nazwą była Mierzeja Świeża. Stosowano także nazwę Mierzeja Fryska (analogiczne do nazw Zatoka Świeża i Zatoka Fryska stosowanych w odniesieniu do Zalewu Wiślanego).

## Granice

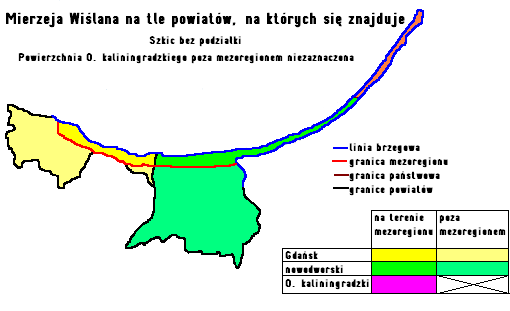
Mezoregion na tle powiatów, na których terenie się znajduje

Mierzeja Wiślana ma około 96 km długości i 1–2 km szerokości. W tym około 30 km przypada na odcinek Żuław Wiślanych, 56 km na odcinek oddzielający Zalew Wiślany od Zatoki Gdańskiej (w tym 30 km po stronie polskiej) do Cieśniny Piławskiej oraz ok. 10 km przypada na odcinek za Cieśniną Piławską do Lochstedt. Północną granicą mezoregionu jest Zatoka Gdańska, będąca częścią Morza Bałtyckiego. Od południa graniczy z Żuławami Wiślanymi oraz przez zalew z Wybrzeżem Staropruskim. Granicę uzupełnia od zachodu Pobrzeże Gdańskie.
Mezoregion leży na terenie miasta Gdańska i powiatu nowodworskiego oraz obwodu królewieckiego (Rosja).
Wcześniej ten mezoregion, podobnie jak Mierzeja Helska, Wybrzeże Słowińskie oraz Wysoczyzna Żarnowiecka, był zaliczany do Pobrzeża Kaszubskiego, w systemie regionalizacji Kondrackiego są one osobnymi mezoregionami.

## Geologia i geomorfologia
Mierzeja Wiślana jest wielką piaszczystą wydmą, której wysokość w niektórych miejscach przekracza 30 metrów. Mierzeja powstała w wyniku działania fal morskich i (obecnie w mniejszym stopniu) wiatru. Najwyższa wydma, Wielbłądzi Grzbiet (też Garb) (56 m n.p.m.) jest kilka kilometrów na wschód od Krynicy Morskiej.

## Sieć wodna

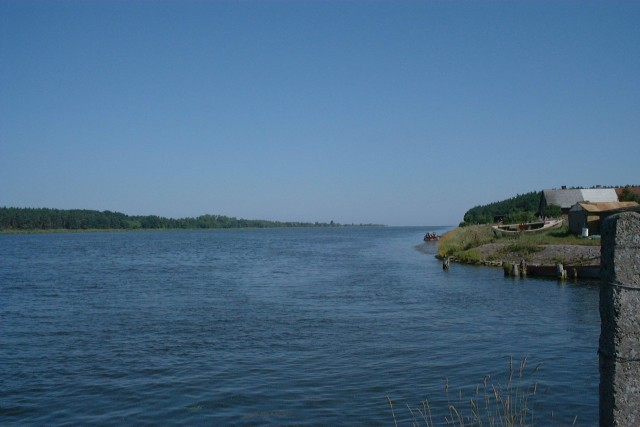
Przekop Wisły

Mierzeja Wiślana zamyka deltę Wisły i w mezoregionie nie ma żadnej sieci wodnej oprócz ujść Wisły: Wisły Śmiałej (powstałej w roku 1840) i Przekopu Wisły (1891–1895). Ponadto na zachodnim krańcu mierzei w latach 1901–1904 zbudowano Kanał Kaszubski. W gminie Sztutowo w roku 2022 została zakończona budowa kanału przez Mierzeję Wiślaną, łączącego Zalew Wiślany z Zatoką Gdańską w pobliżu miejscowości Skowronki.

## Klimat

### Temperatura powietrza
Warunki klimatyczne w mezoregionie są wyraźnie inne od tych w głębi kraju, ale podobne do tych w innych nadmorskich mezoregionach. Średnia temperatura roczna jest nieco wyższa niż na pojezierzach, jednak nieco niższa niż w centrum Polski. Wiosną jest chłodniej niż w głębi kraju, lecz jesienią wyraźnie cieplej. Średnia roczna oraz średnia dobowa amplituda temperatur są mniejsze niż w głębi kraju. Wpływ Bałtyku jest również widoczny w długości pór roku – na wybrzeżu zimy są znacznie krótsze, a jesień dłuższa. Prawie nie występuje przedwiośnie. Od zachodu na klimat oddziałuje aglomeracja trójmiejska.

## Przyroda

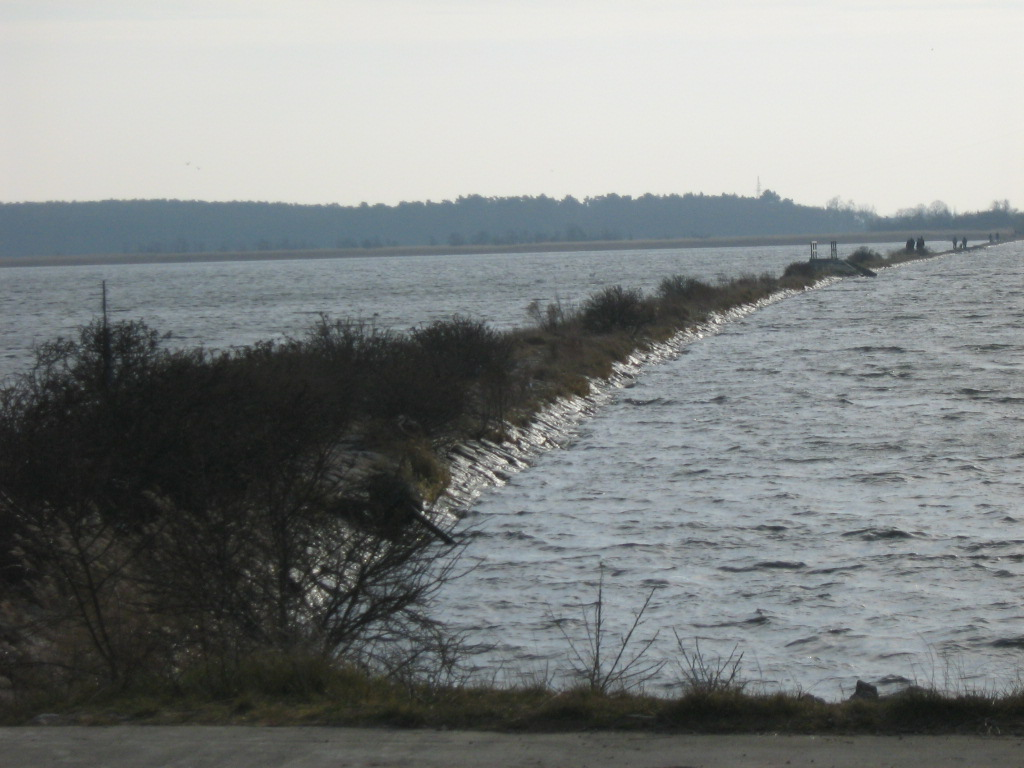
Grobla Sobieszewska

### Flora
Warunki klimatyczne oraz glebowe powodują, że wykształciła się roślinność charakterystyczna dla wybrzeża. W podziale geobotanicznym roślinność ta jest zaliczona do „Krainy Wybrzeża”.
Roślinność Mierzei Wiślanej występuje w charakterystycznych pasmach. Podstawową roślinnością plaży jest honkenia piaskowa, rukwiel nadmorska, powodująca między innymi hamowanie wydm. Oprócz tego występują inne słonorośla związane z siedliskami plaż np. solanka kolczysta.
Na wydmie białej dominują luźno rosnące trawy. Typowymi trawami polskiego wybrzeża są piaskownica zwyczajna oraz wydmuchrzyca piaskowa. Oprócz traw rzadko występuje lepiężnik oraz groszek nadmorski, a także bylica polna, która rośnie również poza strefą nadmorską.
Na wydmie szarej oprócz roślin występujących na wydmie białej pojawia się wiele zielenic, sinic oraz turzyca piaskowa, szczotlicha siwa, kocanki piaskowe. Dzięki zwiewaniu obumierających roślin na wydmach tych tworzy się niewielka warstwa próchnicy.
Naturalną roślinnością centralnej części mierzei jest bór sosnowy. Sosna zwyczajna jest drzewem, które dobrze radzi sobie w trudnych warunkach. Sosna jest rośliną pionierską na wydmie szarej. Ze względu na działalności wiatru sosny rosnące na wydmach są mocno zdeformowane korony oraz pnie są niesymetryczne. Oprócz sosny w borach sosnowych rosną: jałowiec pospolity i wierzba piaskowa. W runie boru sosnowego występuje wrzos zwyczajny, bażyna czarna oraz borówka brusznica.

### Ochrona przyrody
Na Mierzei Wiślanej znajdują się Park Krajobrazowy Mierzeja Wiślana oraz cztery rezerwaty przyrody:
- Ptasi Raj w całości na terenie Gdańska,
- Mewia Łacha częściowo na terenie Gdańska,
- Kąty Rybackie,
- Buki Mierzei Wiślanej.

## Ludność i urbanizacja
Mimo że większość terenu Mierzei zajmują miasta Gdańsk, Krynica Morska oraz Bałtyjsk w Rosji, tereny są słabo zurbanizowane, szczególnie na terenie Gdańska, poza przemysłowo-mieszkaniową dzielnicą Stogi z Przeróbką.

## Gospodarka
Mierzeja jest wykorzystywana głównie w celach turystycznych. Ze względu na niestabilność gruntu poza zachodnim skrawkiem obszar ten nie jest zindustrializowany.
W zachodniej części na granicy z Pobrzeżem Kaszubskim znajduje się Port Gdańsk.

## Transport

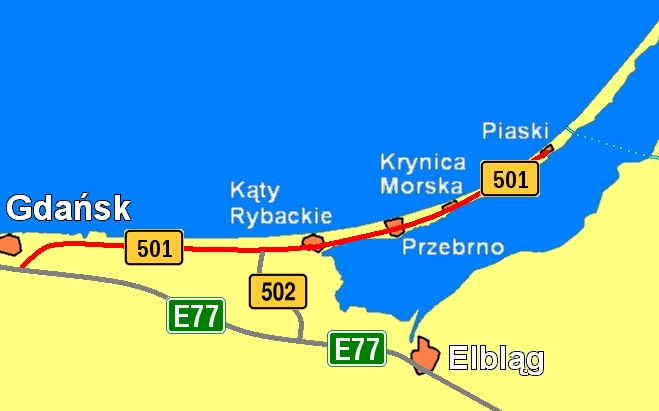
Drogi Mierzei Wiślanej

### Transport kolejowy
Przez mezoregion poprowadzono północny fragment kolei wąskotorowej, działającej w ograniczonym zakresie w sezonie letnim – Żuławskiej Kolei Dojazdowej – 15 stacji i przystanków: Lewy Brzeg Wisły, Prawy Brzeg Wisły, Mikoszewo, Jantar-Leśniczówka, Jantar, Jantar Port, Jantar Młyn, Junoszyno, Stegna Gdańska, Stegna PKS, Sztutowo Muzeum

### Drogi
Przez mezoregion przebiega droga wojewódzka nr 501, krzyżująca się w Stegnie z drogą wojewódzką nr 502. Na 13. kilometrze trasy jest przeprawa promowa przez Przekop Wisły.

## Turystyka

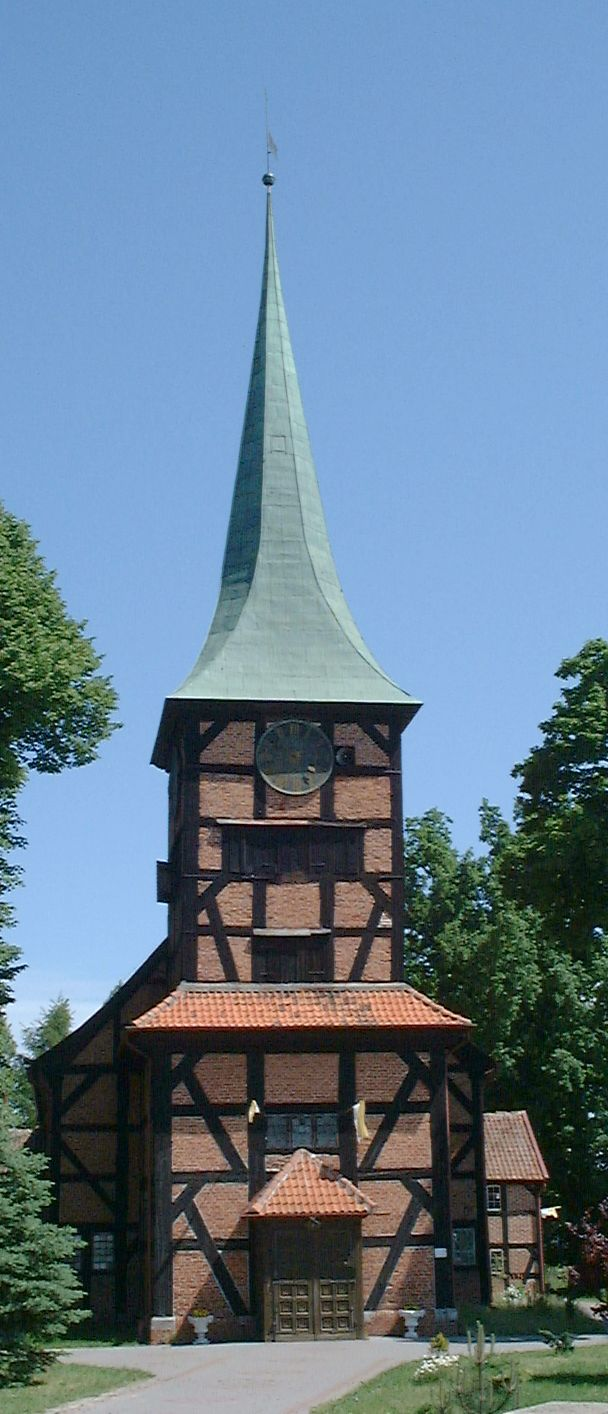
Kościół w Stegnie

Wszystkie miejscowości położone w polskiej części Mierzei były niegdyś wioskami rybackimi, a obecnie są miejscowościami wypoczynkowymi. Kąpieliska znajdują się w miejscowościach: Krynica Morska, Jantar, Stegna, Sztutowo. Rejon umożliwia uprawianie sportów wodnych. W miejscowościach mezoregionu są zabytki oraz inne atrakcje turystyczne. Do najbardziej znanych należą:
- Kościół ryglowy w Stegnie[25]
- Międzynarodowy Festiwal Muzyki Organowej[25]
- były obóz koncentracyjny w Sztutowie[25]
- molo w Krynicy Morskiej[27]
- latarnia morska w Krynicy Morskiej
- Żuławska Kolej Dojazdowa.

Przez Mierzeję Wiślaną prowadzi  Jantarowy Szlak (Międzynarodowy Szlak Nadmorski E9).